# Drevljani

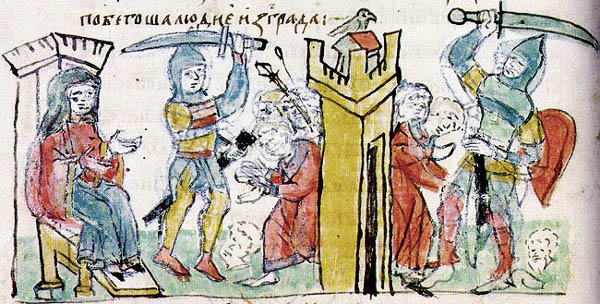
Miniatura medievale raffigurante il massacro dei Drevljani a opera di Olga di Kiev

I Drevljani (ucraino: Деревляни) erano una tribù facente parte del gruppo etnico degli slavi orientali che abitarono i territori della Polesia, della Riva destra ucraina e il corso dei fiumi Teteriv, Už, Ubort e Stviga tra il VI e il X secolo. A occidente i territori dei Drevljani raggiungevano il fiume Sluč abitato dai Volyniany e dai Bužan (da cui prese il nome il fiume Bug). A settentrione confinavano con i Dregoviči.
Il nome della tribù deriva presumibilmente dal termine slavo древо o дерево (drevo o derevo), il cui significato è "albero", poiché i Drevljani erano soliti vivere in fitte foreste.
Questa tribù ha lasciato molte tracce archeologiche, come insediamenti contadini con rifugi semi sotterranei, tumoli funerari, villaggi fortificati come Vručij (l'odierna Ovruč) e Gorodsk, sito di un antico insediamento nei pressi di Malyn (presumibilmente la residenza del Principe dei Drevljani Mal). La città che fungeva da capitale tra i Drevljani era Iskorosten (l'odierna Korosten'), dove sono ancora nel XXI secolo visibili numerose testimonianze della loro presenza. Alla fine del I millennio questa tribù poteva vantare un sistema agricolo e artigianale sviluppato. 
I Drevljani nel corso della loro storia si opposero strenuamente a tutti i tentativi di annessione da parte della Rus' di Kiev. Secondo i resoconti storici, ai tempi di Kij, Šček e Choriv (i leggendari fondatori di Kiev) i Drevljani avevano un proprio Principato ed erano frequentemente in guerra con i Poljani. Nell'883 il Principe Oleg li costrinse a pagare un tributo a Kiev. Nel 907 la tribù prese parte alla campagna militare kieviana contro l'Impero bizantino.
Alla morte di Oleg, avvenuta nel 912, la tribù cessò di pagare tributi alla casa regnante della Rus' di Kiev, erogandoli invece al nobile variago Svenel'd. Il successore di Oleg, Igor', cercò di imporre loro un nuovo tributo, ma i Drevljani si ribellarono e lo uccisero nel 945. La vedova di quest'ultimo, Ol'ga, vendicò in modo spietato la morte del marito: gli ambasciatori e la nobiltà drevliania furono sterminati, la capitale Iskorosten fu rasa al suolo e gli altri villaggi furono distrutti. Dopo averli soggiogati, Ol'ga trasformò i loro territori in appannaggio dei Principi di Kiev con centro a Vručij.
L'ultimo cenno ai Drevljani in un documento storico antico risale al 1136, quando le loro terre furono donate alla Chiesa della Dormizione della Vergine di Kiev da Jaropolk II.

## Fonti
- V. B. Аntonovič, «Древности Юго-Западного края. Раскопки в стране древлян» («Материалы для археологии России», № 11, СПб., 1893).